# 中山智香子
中山 智香子（なかやま ちかこ、1975年8月30日 - ）は、北海道旭川市神居古潭出身の女子バドミントン元選手。身長157cm、体重52kg。旭川実業高等学校卒業。
2004年アテネオリンピックバドミントンダブルス日本代表。パートナーは増茂孝枝、吉冨桂子。
2004年9月の全日本社会人大会を最後に現役引退。

## 主な戦歴

### 国内大会での戦歴
- 1994年
  - 全日本総合選手権大会 シングルス ベスト4,ダブルス ベスト4
- 1996年
  - 全日本社会人大会 ダブルス 準優勝
  - 全日本総合選手権大会 シングルス ベスト4,ダブルス ベスト4
- 1997年
  - 全日本社会人大会 ダブルス 優勝
  - 全日本総合選手権大会 ダブルス 優勝
- 1998年
  - 全日本社会人大会 ダブルス 準優勝
  - 全日本総合選手権大会 ダブルス ベスト4
- 1999年
  - 全日本社会人大会 ダブルス ベスト4
  - 全日本総合選手権大会 ダブルス 優勝
- 2000年
  - 全日本社会人大会 ダブルス 準優勝,ミックスダブルス 優勝
  - 全日本総合選手権大会 ダブルス ベスト4,ミックスダブルス 優勝
- 2001年
  - ランキングサーキット2001.03 ダブルス 優勝
  - ランキングサーキット ダブルス 優勝
  - 全日本社会人大会 ミックスダブルス 優勝
  - 全日本総合選手権大会 ミックスダブルス 優勝
- 2002年
  - ランキングサーキット ダブルス 優勝
  - 全日本社会人大会 ダブルス 優勝,ミックスダブルス 準優勝
  - 全日本総合選手権大会 ダブルス 優勝,ミックスダブルス ベスト4
- 2003年
  - 全日本総合選手権大会 ダブルス ベスト4,ミックスダブルス 準優勝

### 国際大会での戦歴
- 1996年
  - マレーシアオープン シングルス ベスト8
- 1997年
  - 台北オープン ダブルス ベスト8
  - 東アジア選手権大会 ダブルス ベスト4
  - インドネシアオープン ダブルス ベスト8
- 1998年
  - ヨネックスオープン　ダブルス ベスト8
- 1999年
  - スペイン国際 ダブルス 優勝
  - スコットランドオープン ダブルス 優勝
- 2000年
  - カナダ国際 ミックスダブルス ベスト4
  - キューバ国際 ミックスダブルス 優勝
- 2001年
  - 世界選手権 ダブルス ベスト8
  - シンガポールオープン ダブルス ベスト8
- 2002年
  - スイスオープン ダブルス ベスト8
  - ヨネックスオープン　ミックスダブルス ベスト8
- 2003年
  - スイスオープン ダブルス ベスト8,ミックスダブルス ベスト8
  - 韓国オープン ダブルス ベスト8
  - 南アフリカ国際 ダブルス 優勝
  - 世界選手権 ダブルス ベスト8
  - シンガポールオープン ダブルス ベスト8
  - インドネシアオープン ダブルス ベスト8
  - マレーシアオープン ダブルス ベスト8
  - デンマークオープン ダブルス ベスト8
- 2004年
  - タイオープン ダブルス ベスト8
  - 韓国オープン ダブルス ベスト8
  - アジア選手権大会 ダブルス ベスト8
  - アテネオリンピック ダブルス ベスト16